# Зграда Хигијенског завода у Сомбору
Зграда Хигијенског завода је здање направљено 1906. године за смештај Бачког пољопривредног удружења у Сомбору. Зграда Хигијенског завода налази се у Војвођанској улици, у Сомбору, у Западнобачком округу.

## Историјат
Здање је настало по пројекту Шандора Херцога, саграђено 1906. године за смештај Бачког пољопривредног удружења у Сомбору.
Извођачи су били Анђал Јанош и Бернхард Карољ.
Бачко пољопривредно удружење, основано 1871. године, у згради је боравило до Другог светског рата.
После адаптације из 1953. године у зграду се уселио Хигијенски завод, сада Завод за заштиту здравља Сомбор. Касније су следиле адаптације и оне су изведене углавном у ентеријеру.

## Изглед здања
Зграда је угаони спратни објекат са главном фасадом према Војвођанској улици и дугим крилом према Улици Ђуре Јакшића.
Посебно је богатом декорацијом и експресивним моделовањем маса наглашена главна фасада са улазом у приземљу, балконом на спрату и наглашеним угаоним ризалитима. У приземљу угаоних ризалита, на месту садашњих прозора, до Другог светског рата били су излози са ролоима.
Бочна фасада према Улици Ђуре Јакшића има сведену геометријску декорацију сецесијског стила.
Дворишне фасаде су једноставне обраде, а сви простори спрата бочног крила повезани су спољном галеријом.

## Здање данас
У здању је данас смештен Завод за заштиту здравља Сомбор.
Хигијенски завод у Сомбору је радио на неколико локација од свог оснивања до данас. Тек 1955. године Хигијенски завод у Сомбору добија своју зграду у којој је до данашњег дана.
Тада је завод добио само део приземља и спрата док су у остатку зграде живели станари који су добили станове на коришћење од градске управе. Исељавање станара је трајало преко 50 година да би тек 1. јануара 2007. године Завод за јавно здравље преузео целу зграду на коришћење.
Зграда Хигијенског завода у Сомбору је непокретно културно добро на листи Покрајинског завода за заштиту споменика културе.